# Sequestro di Piera Demurtas
Il sequestro di Piera Demurtas è stato un caso di rapimento avvenuto in Sardegna nel 1987, del quale fu vittima l'impiegata del Comune di Pattada Piera Maria Demurtas, moglie del proprietario terriero di Ozieri Luigi Comida.

## Il sequestro
La donna lavorava come segretaria al municipio di Pattada. Aveva 41 anni quando alle ore 14.15 del il 7 luglio 1987 venne sequestrata dall'Anonima sarda lungo la strada Pattada-Ozieri, all'altezza del bivio per Bantine.
Polizia e carabinieri, dopo aver raccolto le testimonianze di un'assistente sociale e del segretario della Comunità Montana di Ozieri, organizzarono subito battute in tutto il territorio del Logudoro, ma anche in Barbagia e in Ogliastra. Da subito parve chiaro che la donna era stata sequestrata poiché sposata con Luigi Comida, uno dei più facoltosi allevatori di Ozieri, cittadina dalla florida economia adagiata nella piana di Chilivani.

## Le trattative
Le trattative per il rilascio della Demurtas portarono anche al sequestro di due emissari della famiglia. Il primo, Costantino Bitti, fu prelevato dai banditi tra Nuoro e Mamoiada nella notte del 22 ottobre. In quella occasione intervennero le forze dell'ordine che ingaggiarono un conflitto a fuoco coi sequestratori nelle campagne di Orani impedendo lo scambio degli ostaggi e liberando fin da subito Costantino Bitti. I carabinieri, nello specifico, intercettarono un gruppo di persone nei pressi della chiesa campestre dello Spirito Santo. Alcuni dei soggetti erano armati e mascherati. I malviventi risposero all'alt dei carabinieri aprendo il fuoco, nacque un conflitto in seguito al quale fu liberato Bitti. 

## Lo scambio di ostaggio e la liberazione
Ai primi di novembre, dopo 118 giorni di prigionia, Piera Demurtas venne liberata nelle campagne fra Orgosolo e Fonni senza che venisse pagato alcun riscatto. Pochi giorni prima, però, nell'agro di Galtellì, la banda aveva preso in ostaggio il frate padre Pinuccio Solinas, di Bonorva, anch'egli emissario della famiglia Demurtas, che venne liberato dopo un mese, a fine novembre, fra Urzulei e Talana.

## Le condanne
Vennero riconosciuti responsabili del sequestro, a vari livelli, esponenti della malavita barbaricina e ogliastrina condannati a pene dagli 8 ai 22 anni di reclusione.